# Собор Святого Семейства в Изгнании (Лондон)
Собор Святого Семейства в Изгнании (англ. The Ukrainian Catholic Cathedral of the Holy Family in Exile) — кафедральный собор Епархии Святого Семейства в Лондоне Украинской грекокатолической церкви (УГКЦ).

## История
Назван в честь Святого Семейства, во время их бегства в Египет. Расположен на пересечении улицы Дюк-стрит с Оксфорд-стрит, район Мейфэр, Лондон, Великобритания.
Современное здание кафедрального собора УГКЦ было спроектировано Альфредом Уотерхаузом в 1891 году для конгрегационалистского прихода Королевской палаты весов и впоследствии продано украинским грекокатоликам в 1967 году.
Собор был временно закрыт в 2007 году в связи с работами по ремонту и реставрации. Иконостас создан украинским монахом Ювеналием Мокрицким.
Священники-резиденты в соборе:
- Глеб Лончина, M.S.U. (Епарх Епархии Священного Семейства Лондона)
- Отец Андрей Хома, администратор собора, генерал-викарий Епархии.
- Ириней Крайчий, помощник администратора кафедрального собора.
- Отец Николай Матвейский, экономист и канцлер Епархии.